# Kabinett Jefferson
Thomas Jefferson ging aus einem der erbittertsten Wahlkämpfe in der Geschichte der Vereinigten Staaten als deren dritter Präsident hervor. Unter seinem Amtsvorgänger John Adams, den er bei der Wahl im Jahr 1800 bezwingen konnte, hatte er das Amt des Vizepräsidenten bekleidet. Die Wahl Jeffersons als Mitglied der Demokratisch-Republikanischen Partei stellte nach der Amtszeit des Föderalisten Adams den ersten Machtwechsel in der US-Geschichte dar.
Mit Finanzminister Samuel Dexter und Marineminister Benjamin Stoddert blieben zwei Mitglieder aus dem Kabinett des Vorgängers nach dem Beginn von Jeffersons Präsidentschaft zunächst im Amt. Beide wurden jedoch noch innerhalb des folgenden Jahres abgelöst. Außenminister James Madison wurde Jeffersons Nachfolger.

## Mehrheit im Kongress
| Präsident                         | Präsident             | Kongress | Haus  | Haus   | Senat | Senat | Gesamt | Gesamt             |
| --------------------------------- | --------------------- | -------- | ----- | ------ | ----- | ----- | ------ | ------------------ |
|                                   | Thomas Jefferson (DR) | 7.       |       | 68/106 |       | 17/32 |        | Unified government |
| 8.                                | Thomas Jefferson (DR) | 103/142  | 25/34 |        |       |       |        | Unified government |
| 9.                                | Thomas Jefferson (DR) | 114/142  | 27/34 |        |       |       |        | Unified government |
| 10.                               | Thomas Jefferson (DR) | 116/142  | 28/34 |        |       |       |        | Unified government |
| Quelle: Repräsentantenhaus, Senat |                       |          |       |        |       |       |        |                    |

## Das Kabinett
| Ressort / Amt                          | Amtsinhaber                     | Partei | Partei                           | Zeitraum  | Bild |
| -------------------------------------- | ------------------------------- | ------ | -------------------------------- | --------- | ---- |
| Präsident der Vereinigten Staaten      | Thomas Jefferson                |        | Demokratischer Republikaner (DR) | 1801–1809 |      |
| Vizepräsident der Vereinigten Staaten  | Aaron Burr                      |        | DR                               | 1801–1805 |      |
| Vizepräsident der Vereinigten Staaten  | George Clinton                  |        | DR                               | 1805–1809 |      |
| Ministerämter                          |                                 |        |                                  |           |      |
| Außenminister der Vereinigten Staaten  | James Madison                   |        | DR                               | 1801–1809 |      |
| Finanzminister der Vereinigten Staaten | Samuel Dexter                   |        | Föderalist (F)                   | 1801      |      |
| Finanzminister der Vereinigten Staaten | Abraham Alfonse Albert Gallatin |        | DR                               | 1801–1809 |      |
| Kriegsminister der Vereinigten Staaten | Henry Dearborn                  |        | DR                               | 1801–1809 |      |
| Marineminister der Vereinigten Staaten | Benjamin Stoddert               |        | F                                | 1801      |      |
| Marineminister der Vereinigten Staaten | Robert Smith                    |        | DR                               | 1801–1809 |      |
| Justizminister der Vereinigten Staaten | Levi Lincoln                    |        | DR                               | 1801–1805 |      |
| Justizminister der Vereinigten Staaten | John Breckinridge               |        | DR                               | 1805–1806 |      |
| Justizminister der Vereinigten Staaten | Caesar Augustus Rodney          |        | DR                               | 1807–1809 |      |
| Postminister der Vereinigten Staaten   | Gideon Granger                  |        | DR                               | 1801–1809 |      |